# Schneider Electric
Schneider Electric és una empresa multinacional europea que ofereix solucions digitals d'energia i automatització per a l'eficiència i la sostenibilitat. S'adreça a cases, edificis, centres de dades, infraestructures i indústries, combinant tecnologies energètiques, automatització en temps real, programari i serveis. L'empresa opera en més de 100 països i dona feina a més de 135.000 persones.
Schneider Electric és una empresa Fortune Global 500, cotitzada en borsa a l'Euronext Exchange i forma part de l'índex borsari Euro Stoxx 50. Durant l'exercici 2019, la companyia ha registrat uns ingressos de 27.2 mil milions d'euros.
Schneider Electric és l'empresa matriu de Square D, APC i d'altres. També és una empresa de recerca, que inverteix 10 milions d'euros en innovació i R + D per a un desenvolupament sostenible entre el 2015 i el 2025. La companyia compta amb 20.000 patents actives o aplicables a tot el món i inverteix el 5% dels seus ingressos anuals en recerca i desenvolupament.
L'empresa va començar el 1836 com a Schneider & Cie. Finalment va ser rebatejat com a Schneider Electric el maig de 1999.

## Oficines centrals
Les oficines centrals d'Schneider Electric s troben a Rueil-Malmaison, França.
Schneider Electric té la seu central al recinte de Trianon, a Rueil-Malmaison, França, des del 2000. La seu, també ubicada a Rueil-Malmaison, anteriorment allotjava la filial Schneider, Télémécanique mentre que la matriu ocupava un lloc a Boulogne-Billancourt.
El juny de 2011, la seu corporativa de Schneider Electric a Rueil-Malmaison va obtenir la certificació que compleix la nova norma ISO 50001 per a sistemes de gestió d'energia. Va ser el primer edifici del món que va obtenir aquesta designació.

### Dades
|                        | En milers de milions d'euros | Variació (%) |
| ---------------------- | ---------------------------- | ------------ |
| CA                     | 2,4                          | +1,2         |
| EBITA                  | 3,6                          | +4,4         |
| Resultat net del grup  | 2,1                          | +23          |
| Autofinançament lliure | 2,1                          | +1,7         |

## Història

### Inicis
Les arrels d'aquesta empresa es troben a les fàbriques de ferro, acer i armaments de Schneider-Creusot i altres temes industrials.

### Segle XX
Entre el 1981 i el 1997, la companyia es va desvincular de l'acer i la construcció naval i es va centrar principalment en l'electricitat mitjançant adquisicions estratègiques.

### Nou enfocament
Schneider Electric va canviar de nou el 2010 per incloure programari, potència crítica i aplicacions de xarxes intel·ligents mitjançant adquisicions estratègiques. El 2015, l'empresa va llançar una estratègia de marca anomenada "Life Is On" que té com a objectiu mostrar el valor empresarial i social de la sostenibilitat i l'eficiència.
L'aparició de l'economia digital va crear oportunitats per a plataformes compatibles amb IoT, que Schneider Electric va identificar com una oportunitat de creixement. El 2016, l'empresa va llançar EcoStruxure, la seva arquitectura habilitada per IoT.

### Cronologia
1836: Els germans Adolphe i Joseph-Eugene Schneider prenen una fosa abandonada a Le Creusot, França i, dos anys després, creen Schneider & Cie, centrada sobretot en la indústria siderúrgica. Schneider & Cie creix ràpidament, especialitzant-se en la producció de maquinària pesada i de transport i, finalment, es converteix en el grup Schneider, un conglomerat diversificat.
1975: El Grup Schneider adquireix Merlin Gerin, un dels principals fabricants d'equips de distribució elèctrica a França.
1981-1997: Schneider Group torna a centrar-se en la indústria elèctrica desinvertint els seus actius no estratègics i realitza una sèrie d'adquisicions estratègiques: Télémécanique el 1988, Square D el 1991 i Merlin Gerin el 1992.
1999: Schneider Group adquireix Lexel, un dels majors proveïdors europeus de sistemes d'instal·lació i solucions de control. El maig de 1999, el Grup Schneider es rebateja com a Schneider Electric per identificar clarament la seva experiència en el camp elèctric.
2010: Schneider Electric llança un fons de capital de risc de 70 milions d '€ juntament amb Alstom, per crear Aster i donar suport innovacions de nova creació en els camps de l'energia i el medi ambient.
L'empresa és un proveïdor ITER.
2014: Schneider Electric anuncia una col·laboració amb el proveïdor elèctric alemany RWE.
2015 - 2016: Schneider Electric torna a centrar-se en IoT, sostenibilitat i eficiència i presenta la seva arquitectura i plataforma IoT habilitades, EcoStruxure.
2017: Schneider Electric pren el control d'AVEVA Group PLC, un proveïdor d'enginyeria i programari industrial basat al Regne Unit, i concentra els actius de programari industrial en les operacions d'AVEVA.
2018: Missió L&T de Schneider per poder a la missió "Make In India"
2020: Schneider adquireix ProLeiT AG, proveïdor de programes especialitzats de control industrial i programari MES per a la cerveseria (Brewmaxx), indústria làctica, farmacèutica, de begudes i aliments amb seu a Herzogenaurach, Alemanya 

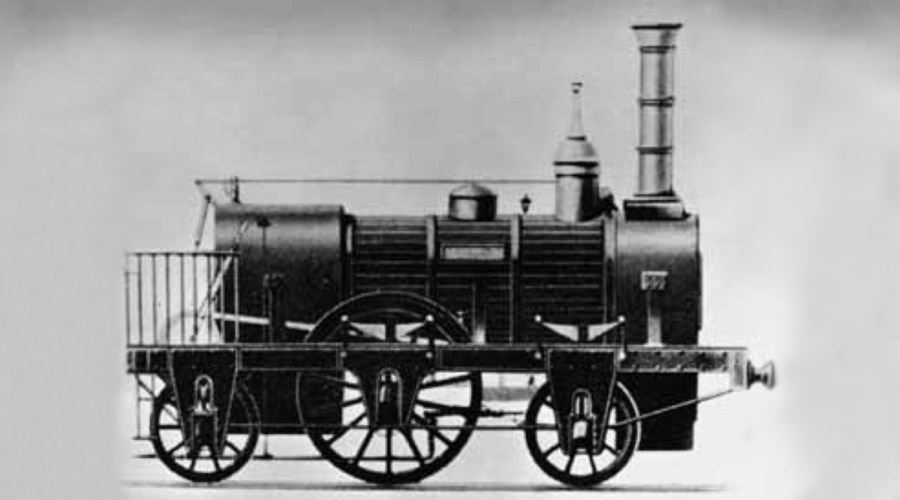
1838: "La Gironde", la primera locomotora francesa
El logotip de Schneider als anys cinquanta
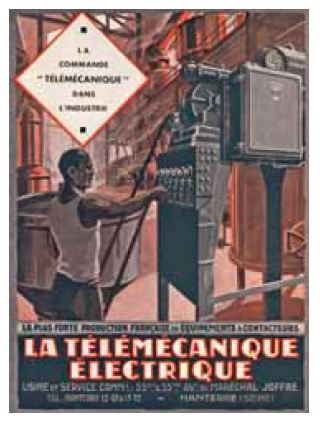
Un dels primers fulletons sobre productes de control industrial de Telemecanique. Telemecanique va ser adquirida per Schneider Electric el 1988.

## Estructura i oferta organitzativa
A partir del 2019, Schneider Electric opera unitats de negoci: Gestió de l'energia, automatització industrial i serveis.
Gestió de l'energia
El negoci de gestió d'energia proporciona components d'instal·lació, programari i solucions integrades per a la gestió d'energia en automatització de mitja tensió i de xarxa, automatització de baix voltatge i d'edificis, aplicacions de seguretat i refrigeració segures. El negoci de gestió d'energia inclou cinc divisions: Sistemes d'energia, productes d'energia, energia segura, llar i distribució i energia digital. Les tecnologies connectades, programari i solucions per a la gestió d'energia desenvolupades per l'empresa utilitzen els avenços a Internet of Things (IoT), mobilitat, detecció, núvol, analítica i ciberseguretat per revelar informació de les dades d'energia.
Automatització industrial
La quarta revolució industrial, o Industry 4.0, representa un camp de creixement a llarg termini per a Schneider Electric. L'empresa desenvolupa discretes automatitzacions industrials i de màquines, així com productes i solucions d'automatització de processos per al sector industrial, incloent relés programables, controladors de moviment i mòduls d'interfície per a màquines senzilles a sistemes de processos complexos per a la fabricació intel·ligent. La companyia també és un proveïdor de programari per a control i automatització industrial. Vegeu AVEVA.
Serveis
El negoci de serveis inclou tres divisions: Serveis de camp globals, Serveis d'energia i sostenibilitat i Serveis de quadrícules intel·ligents.
Indústries servides
La cartera d'ofertes de Schneider Electric s'adreça a una àmplia gamma d'indústries i mercats finals, entre ells:
- Indústria de l'automòbil
- Indústria bancària i financera
- Indústria del ciment
- Béns immobles comercials
- Centres de dades
- Utilitats elèctriques
- Indústria alimentària i de begudes
- Indústria assistencial
- Indústria hospitalaria
- Indústria marina
- Indústria minera
- Indústria del petroli i petroquímica
- Indústria farmacèutica
- Indústria de l'aigua

Ofertes rellevants

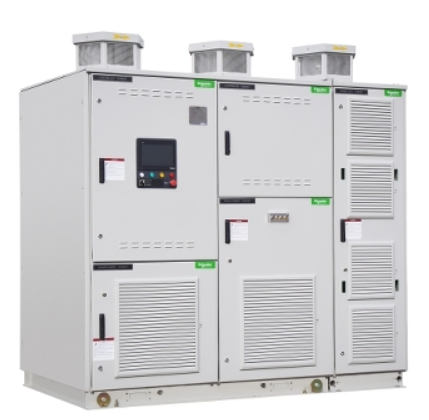
Altivar Process ATV6000, part dels productes d'accionament de velocitat variable de mitja tensió per a automatització industrial i control de Schneider Electric.

- Altivar Process: el primer disc de velocitat variable amb serveis integrats al mercat[31]
- Easergy T300 - solució compacta de control i control per a sistemes de distribució elèctrica, guanyador del premi de disseny de producte iF 2017[32]
- EcoStruxure ADMS: el primer sistema de gestió de distribució avançada del món segons Gartner[33]
- Resultat assessor EcoStruxure: programari de gestió d'energia i sostenibilitat empresarial premiat[34]
- Expert en monitoratge d'energia EcoStruxure: programari de supervisió per a aplicacions de gestió d'energia, guanyador del Gran Premi del Producte d'Enginyeria Vegetal de l'Any 2017[35]
- Galaxy VX UPS: el subministrador d'alimentació ininterrompuda amb bateries d'ions de liti premiats[36]
- Masterpact MTZ: interruptor de circuit que permet la integració amb sistemes de gestió d'energia i construcció[37]
- Modicon M580 ePAC: el primer controlador d'automatització programable Ethernet[38]
- PowerTag: el sensor d'energia sense fil més petit[39]
- Premset - guardonat canvi de mitja tensió[40]

## Accionariat
Llista dels principals accionistes a finals de 2019.
| Schneider Electric (control automàtic)   | 5,10%  |
| Schneider Electric (plan d'estalvis)     | 4,32%  |
| Caisse Des Dépôts & Consignations        | 0,94%  |
| Teacher Retirement System of Texas       | 0,098% |
| Scopus Asset Management                  | 0,048% |
| Principal Global Investors               | 0,043% |
| Altrinsic Global Advisors                | 0,027% |
| Nationwide Fund Advisors                 | 0,022% |
| State Teachers Retirement System of Ohio | 0,020% |
| Bowen Hanes & Co                         | 0,020% |

## EcoStruxure
El 2016 Schneider Electric va llançar la propera generació d'EcoStruxure: una arquitectura habilitada per IoT, que ofereix solucions en sis dominis: energia, informàtica, construcció, màquina, planta i quadrícula; per a quatre mercats finals: Edificació, Centre de dades, Indústria i infraestructures. La plataforma EcoStruxure utilitza Microsoft Azure.

## Assumptes d'empresa
Direcció
Schneider Electric és una empresa europea amb un consell d'administració. Les funcions del president i del conseller delegat són a càrrec de Jean-Pascal Tricoire, que va ser nomenat president i conseller delegat el 25 d'abril de 2013.

## Responsabilitat social Corporativa
La marca Schneider Electric ha evolucionat durant 180 anys, resultat d'adquisicions, desinversions i evolució del seu model de negoci fins a incloure la responsabilitat social corporativa com a nucli de la seva marca. El 2018 i el 2019, Schneider Electric va ser nomenada una de les empreses més admirades del món (Fortune).
Les iniciatives d'inclusió i de la diversitat de Schneider Electric i els programes d'apoderament de les dones en el lloc de treball han rebut reconeixements com el Premi Robert W. Campbell el 2011 i la Medalla de la Creu Verda per a la Medalla de Seguretat (2011) els màxims honors del Consell Nacional de Seguretat dels Estats Units. El 2015, Schneider Electric es va unir a l'ONU Women HeForShe, un moviment solidari per promoure la igualtat de gènere. Més recentment, Schneider Electric va rebre el premi Catalyst 2019 per avançar en llocs de treball inclusius i empoderadors per a dones i va rebre el nom de l'índex d'igualtat de gènere de Bloomberg 2018, el segon any que l'empresa ha rebut aquesta distinció.

## Registre ambiental
Schneider Electric destaca pes alts nivells de sostenibilitat entre les corporacions mundials i, des del 2005, la companyia ha mesurat els seus avenços en desenvolupament sostenible amb el llançament del baròmetre Planet & Society, i avui, amb el seu informe Schneider Sustainability Impact (SSI). L'informe SSI es va elaborar per alinear-se amb els objectius de desenvolupament sostenible de les Nacions Unides (ODS). Cada trimestre, la companyia proporciona una actualització del seu progrés en un informe auditat per un tercer. Per exemple, l'empresa ha generat ingressos circulars del 12% mitjançant els seus models de negoci circulars i polítiques mediambientals, que incloïen l'objectiu de recuperar el 100% dels seus residus industrials en 200 llocs de fabricació. En un altre exemple, Schneider ha aconseguit un 80% d'electricitat renovable.
Schneider Electric va llançar la Schneider Electric Foundation per centrar-se en la reducció de la bretxa energètica i la inversió en educació en les economies emergents, així com augmentar la consciència en la sostenibilitat. El grup opera sota el patrocini de la Fondation de France. A partir del 2017, més de 140.000 persones van participar en els programes de formació de la Fundació des del 2009.

## Patrocini de la Marató de París
Des del 2013 Schneider Electric és el soci oficial i el primer patrocinador de la Marató de París, un dels esdeveniments anuals més populars de llarga distància a Europa. El 2013, 37.000 corredors van generar electricitat amb les seves passes mentre caminaven per les rajoles, que recollien energia.